# Severn River (Georgian Bay)
Severn River ist ein Fluss in Simcoe County und Muskoka District Municipality der kanadischen Provinz Ontario.
Er bilder den Abfluss des Lake Couchiching und dem mit diesem verbundenen Lake Simcoe.
Er verlässt Lake Couchiching an dessen Nordende bei Washago. 
Von dort fließt er ein kurzes Stück in nördlicher Richtung.
Dabei durchfließt er den Sparrow Lake.
Dann wendet er sich nach Nordwesten und fließt zur Georgian Bay und dem Huronsee.
Der Fluss ist Bestandteil des Trent-Severn-Wasserweg, welcher die Georgian Bay am Huronsee mit der Bay of Quinte am Ontariosee verbindet.

## Wasserkraftwerke
Das Swift Rapids-Wasserkraftwerk liegt am Unterlauf des Severn River. Es hat 3 Turbinen mit 8,1 MW Gesamtleistung. Es wurde 1913–1917 errichtet. Betreiber ist Orillia Power Generation Corporation.
Wenige Kilometer abstrom befindet sich das Big Chute-Wasserkraftwerk, unmittelbar östlich des Gloucester Pool.
Es wurde 1909–1919 errichtet und hat 4 Turbinen mit einer Gesamtleistung von 10 MW. Es wird von Ontario Power Generation betrieben.